# مانويل فراغا
مانويل فراغا (بالإسبانية: Manuel Fraga Iribarne) (23 نوفمبر 1922 - 15 يناير 2012) سياسي إسباني، تميزت مسيرته السياسية على مدى 60 سنة، بالتكيف مع متطلبات المراحل التاريخية حيث ساهم في وضع دستور إسبانيا الجديد بعد رحيل فرانكو وتحول إسبانيا إلى مملكة دستورية، وأسس الحزب الشعبي الليبرالي قبل أن يترأس مجلس الحكم المحلي في غاليسيا مدة 16 سنة.

## نشأته

### فترة الديكتاتورية
دخل مانويل ميدان السياسة سنة 1951، وشغل منصب وزير الإعلام والسياحة في عهد فرانكو، وسفيراً في المملكة المتحدة. وشغل أيضاً منصب رئيس الحكومة بين 1975 و1976.
بعد أيام من حادثة بالوماريس حيث سقطت من طائرة أميركية أسلحة نووية في إقليم ألميريا عام 1966، قام فراغا، والذي كان خلال تلك الفترة يتولى وزارة السياحة، بالشرب والسباحة من مياه بالوماريس، حيث أراد أن يثبت لأهالي المدينة أن المياه لم تكن ملوثة، وتحولت هذا الحدث إلى أبرز السمات الشخصية التي تميّز بها فراغا.
يعتبر من أشد المدافعين عن حقبة فرانكو، ويرفض النبش في تلك الحقبة والكشف عن جرائم الدكتاتورية، وله قولة شهيرة، صرح بها في 2007 لجريدة « إيل فارو دي فيغو» حيث ذكر أن « الفرانكوية وضعت الأسس اللازمة لإسبانية أفضل تنظيما»، كما قارن في نفس الحوار الجنرال فرانكو بنابوليون بونابارت.

### فترة الديمقراطية
بين 1990 - 2005 عين رئيساً فخرياً للحزب الشعبي، وعين بصفة سيناتور في البرلمان الغاليسي منذ 2006.
في 2 سبتمبر 2011 أعلن أنه لن يعود مرة ثانية بصفة سيناتور، ولن يدرج اسمه ضمن لائحة الحزب الشعبي الخاصة بانتخابات يوم 20 نوفمبر، بعد أن كرّس أكثر من 60 عاماً من حياته للسياسة.

## روابط خارجية
- مانويل فراغا على موقع IMDb (الإنجليزية)
- مانويل فراغا على موقع الموسوعة البريطانية (الإنجليزية)
- مانويل فراغا على موقع مونزينجر (الألمانية)
- مانويل فراغا على موقع قاعدة بيانات الفيلم (الإنجليزية)